# Please Don't Go (canción de Basshunter)
En 2008, el músico sueco de eurodance Basshunter hizo una versión de la canción que incluyó en su álbum de estudio Now You're Gone - The Album.
La canción fue lanzada como sencillo en Suecia donde llegó al número 6 en las listas.
La canción iba a ser lanzada en el Reino Unido como el segundo sencillo del álbum Now You're Gone - The Album el 23 de junio de 2008, pero debido a dificultades técnicas, se canceló y "All I Ever Wanted" ocupó su puesto el 7 de julio. Tuvo más éxito de lo que incluso se pensaba, ya que el sencillo alcanzó el número 2 en las listas UK Singles Chart.
Sin embargo, a pesar de los rumores de que este sería el tercer sencillo, "Angel in the Night" fue lanzado en su lugar y se estrenó en la BBC Radio 1 el 22 de agosto de 2008.

## Lista de canciones
| CD Maxisencillo |                                      |          |  |
| N.º             | Título                               | Duración |  |
| 1.              | «Please Don't Go» (Radio Edit)       | 2:58     |  |
| 2.              | «Please Don't Go» (Extended Mix)     | 5:00     |  |
| 3.              | «Please Don't Go» (Ultra Dj's Remix) | 4:39     |  |
| 4.              | «Please Don't Go» (WideBoys Remix)   | 5:47     |  |

## Posicionamiento en listas
| País   | Lista (2008)   | Posición más alta |
| ------ | -------------- | ----------------- |
| Suecia | Top 60 Singles | 6                 |

## Otras versiones
- En 1979 en el álbum Do You Wanna Go Party del grupo de música KC and the Sunshine Band.
- En 1990, fue versionada por el cantante de freestyle rap Timmy T.
- En 2007, fue de nuevo versionada, esta vez por el cantante español José GalistEO.
- En 2009, fue versionada por Hermes House Band.